# Szyszowka (obwód wołogodzki)
Szyszowka (ros. Шишовка) – wieś w Rosji, w rejonie czerepowieckim obwodu wołogodzkiego. W 2010 r. liczyła 99 mieszkańców.